# Катанов, Василий Николаевич

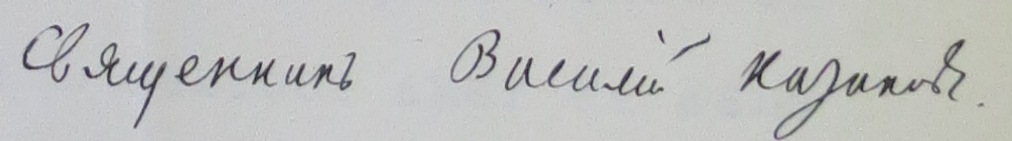
Автограф Василия Катанова

Васи́лий Никола́евич Ката́нов (26 февраля [9 марта] 1880, Каптырево, Енисейская губерния — 16 декабря 1937, Минусинск, Красноярский край) — священник Русской православной церкви, педагог, племянник профессора Н. Ф. Катанова.

## Биография
Василий Николаевич Катанов родился 26 февраля (9 марта) 1880 года в селе Каптырево (ныне — в Шушенском районе Красноярского края) в семье хакаса, учителя Каптырёвского одноклассного училища Николая Фёдоровича Катанова (старшего брата профессора Н. Ф. Катанова), впоследствии ставшего священником Усть-Есинской Евдокиевской миссионерской церкви. Мать русская, крестьянка села Каптырёво.
В 1899 году окончил Томскую духовную семинарию.
25 июля 1899 года рукоположён епископом Енисейским и Красноярским Евфимием во иерея в Иоанно-Предтеченской церкви Архиерейского дома в Красноярске.
В 1899—1907 годах — священник Михаило-Архангельской церкви в селе Алтат. В 1901—1903 годах состоял законоучителем Захарьинского министерского училища, затем заведовал Алтатской церковно-приходской школой. С 1901 года занимал должность благочинного церквей второго участка Ачинского округа Енисейской епархии.
В 1907 году по прошению был уволен за штат и занимал должности учителя, законоучителя, а с 1910 года — заведующего в Каптырёвском двухклассном сельском училище. В этот период разработал техническое средство обучения русскому языку для начальной школы «Букварь-ящик». Также по его инициативе в Каптырёво в 1912—1913 годах для училища было выстроено двухэтажное кирпичное здание. Систематизировал полученный опыт организации строительства в книге «В помощь Сибирским сельским школам по постройке школьных зданий: общие указания и формы делопроизводства», изданной в Красноярске в 1914 году.
В 1913 году определён священником к Красновской Николаевской церкви Ачинского уезда, в том же году переведён делопроизводителем Енисейского епархиального училищного совета и священником Братской церкви города Красноярска. 28 ноября 1913 года назначен заведующим и законоучителем Красноярской второклассной учительской школы.
В 1914—1918 годах — настоятель Шарыповской Свято-Троицкой церкви, заведующий и законоучитель двухклассной Шарыповской церковно-приходской школы.
В 1918 году избран заведующим Доходным домом Духовного ведомства в Красноярске.
В июне 1919 года вновь определён на священническую вакансию к церкви в с. Алтат.
Публиковал заметки на актуальные темы в Енисейских епархиальных ведомостях, журнале «Русская школа».
Неоднократно избирался председателем епархиальных съездов духовенства в Красноярске.
С середины 1920-х годов служил в Покровской церкви села Бея. После закрытия церкви в 1934 году переехал в Аскиз.
Арестован 2 декабря 1937 года. Предъявлено обвинение в контрреволюционной агитации по ст. 58-10, 58-11 УК РСФСР. Расстрелян 16 декабря 1937 года в Минусинске по приговору тройки УНКВД Красноярского края. Реабилитирован 4 июля 1956 года.

## Семья
18 июля 1899 года в Красноярске женился на Стефаниде Гавриловне Смельской, окончившей в 1897 году Томское епархиальное женское училище. Вместе они прожили 38 лет; у супругов было 8 детей. Стефанида Гавриловна работала учительницей в школах вместе с мужем. В мае 1919 года, через месяц после расстрела большевиками священника Алтатской церкви А. П. Поливанова, матушка Стефанида была определена епископом Енисейским и Красноярским Назарием к отправлению обязанностей псаломщика при этой церкви.

## Избранные публикации
- Букварь-ящик : Новое клас. пособие для нач. шк. : Проспект и объясн. записка / В. Катанов. — Минусинск : тип. А. Ф. Метелкина, 1910.
- Букварь-ящик : [Заметка] / В. Н. Катанов. — Казань : типо-лит. Имп. ун-та, 1910.
- Букварь-ящик : Клас. пособие для нач. шк. : Объясн. записка / С[вящ]. В. Катанов. — Москва : Природа и шк., 1913.
- В помощь Сибирским сельским школам по постройке школьных зданий : общие указания и формы делопроизводства Архивная копия от 26 июня 2018 на Wayback Machine / священник В. Катанов; [предисл. епископ Никон]. — 2-е издание, дополненное и исправленное. — Красноярск : Типография Епархиального Братства, 1914.
- О раскладке взносов, следующих от церквей на духовноучебные потребности // Енисейские епархиальные ведомости. 1903. № 15.
- Проект организации сельских школ нового типа // Русская школа. 1910. № 12.
- Способ повысить успешность занятий в начальной школе // Енисейские епархиальные ведомости. 1914. № 4.
- К вопросу о возрождении приходской жизни // Енисейские епархиальные ведомости. 1916. № 14.
- Заметки из практики священника и учителя // Енисейские епархиальные ведомости. 1916. № 22.
- Заметки из практики священника и учителя. Об акафисте ко причащению св. Таин // Енисейские епархиальные ведомости. 1918. № 3-4.